# Tsugio Yamazaki
Tsugio Yamazaki (jap. 山崎次男 Yamazaki Tsugio; ur. 24 września 1929 w Ōicie) – japoński zapaśnik walczący w stylu wolnym. Olimpijczyk z Helsinek 1952, gdzie zajął piąte miejsce w kategorii 73 kg.